# Петух в геральдике
Петух — древнейшая эмблема вестника рассвета, пробуждения, бдительности, призыва к возрождению и к бою.
Символизирует воинскую храбрость и религиозное воодушевление. По Лакиеру, символ борьбы и боя. 9.

## История
Петух — один из национальных символов Франции. Как неофициальная эмблема Франции петух присутствует на знамени Олимпийского национального комитета этой страны. "Гальский петух" исторически прочно привязан к Франции, как к нации и означает "задирчивость, заносчивость".  В Древнем Риме петух рассматривался часто, как символ заносчивости и задирчивости и по-латыни назывался "галлус". Точно так же, называли римляне и племя галлов, обитавших на землях современной Франции, являвшейся одной из провинций Римской империи. Постепенно эти понятия начали совпадать и в то время превратилось в эмблему галлов (французов). На других языках петух переводился совершенно по другому, то возник термин "гальский петух". Во время французской революции конца XVIII века, гальский петух появился на государственном гербе Франции и украсил французские военные знамёна. Наполеон I, став императором заменил петуха — орлом, как общепринятой международной эмблемой империи. В период июльской революции 1830 года, вновь вспомнили о гальском петухе, превратившись с тех пор в неофициальный символ Франции. Де Голь старался реабилитировать эмблему гальского петуха, вводя её в военные медали, как эмблему боевого духа Франции. В настоящее время гальский петух стал символом отрицательных сторон политического руководства Франции — авантюризма, задиристости, не соразмерной политики с реальными возможностями страны, высокого самомнения. 
Как эмблема национального возрождения и бдительности, петух помещён на современный герб Кении. Поскольку он изображён с поднятой лапой, с топором и с резко очерченным (вооружённым) гребнем, то, согласно правилам геральдики, такая эмблема Кении отчасти обращена в прошлое, является историческим напоминанием о восстаниях кенийского народа против английского колониализма и особенно памятью о восстании 1952 года. При наличии у Кении спорных территориальных вопросов, то петуху придаётся определённый политический смысл.

## Блазонирование
Цветом в гербе могут выделяться (в отличие от остального тела) его гребешок и бородка (crete et barbe), открытый клюв, как будто бы петух поет (chantant), и считается готовым вступить в бой (hardi), если нога у него поднята.